# Ewodia (roślina)
Ewodia  (Euodia J.R. Forst. & G. Forst) – rodzaj roślin należący do rodziny rutowatych. Obejmuje 7 gatunków. Występują one w Australii w stanie Queensland, na Nowej Gwinei, na Nowej Kaledonii, w Archipelagu Bismarcka, na Wyspach Salomona i Vanuatu. 
Uprawiana jako roślina ozdobna jest Euodia hortensis (także w różnych odmianach ozdobnych). Liście tego gatunku wykorzystywane są do aromatyzowania oleju kokosowego. Roślina wykorzystywana jest leczniczo i do aborcji.

## Systematyka
Pozycja systematyczna
Rodzaj z podrodziny Toddalioideae z rodziny rutowatych (Rutaceae).
Wykaz gatunków
- Euodia cuspidata K.Schum.
- Euodia hortensis J.R.Forst. & G.Forst.
- Euodia hylandii T.G.Hartley
- Euodia montana T.G.Hartley
- Euodia pubifolia T.G.Hartley
- Euodia tietaensis (Guillaumin) T.G.Hartley
- Euodia whitmorei T.G.Hartley

W dawniejszych ujęciach rodzaj obejmował więcej gatunków, ale zostały one wyodrębnione w rodzaje: Tetradium, Melicope i Picerlla.